# Vlag van Leusden

Vlag van de gemeente Leusden

De vlag van Leusden werd op 27 januari 1977 door de gemeenteraad van de Nederlandse gemeente Leusden aangenomen als gemeentelijke vlag. Deze wordt als volgt beschreven:
Een broeking en een vlucht, de broeking van twee banen evenwijdig aan de broekzijde zwart en rood, aan de bovenzijde geknot volgens twee rechthoekige gelijkbenige (¼ vlaghoogte) groene driehoeken; de vlucht van banen groen en rood (hoogteverhouding 3:1), gescheiden door een witte zoom (dikte is gelijk aan 1/20 vlaghoogte).
De vlag heeft een hoogte-lengteverhouding van 2:3 en toont het silhouet van een kerkgebouw in het dorp Oud-Leusden in de kleuren zwart, rood, groen en wit. Deze kleuren zijn ontleend aan het gemeentewapen. Het silhouet kan ook worden gezien als de letter L.
Er is een historische vlag bekend, deze hangt in Bibliotheek Eemland. Gezien de basis bestaande uit drie gelijke horizontale banen rood wit en geel betreft het mogelijk een defileervlag uit 1938. Opmerkelijk is het wapen van Leusden op de vlag, dat in 1951 verleend werd. Het zou kunnen betekenen dat het wapen reeds voor de verlening  bekend was, of dat de vlag van na 1951 is.

## Verwante symbolen

Wapen van Leusden
Historische vlag